# Шилівка (Покровський район)
Ши́лівка (колонія Шидлівка, з 1945 року село Шидлівка, до 1965 року село Шидлове, після 1965 року - село Шилівка) — село Криворізької сільської ради Покровського району Донецької області, Україна.
Село розташоване за 24 км на північний захід від залізничної станції Добропілля. Дворів — 90. Населення становить 242 особи. Шилівському старостинському округу підпорядковані села Шилівка, Василівка, Гуліве, Кам'янка, Мирне, Лиман, Новоолександрівка, Юр'ївка.
На території села діє середня школа на 320 місць, побудована у 1975 році на кошти колгоспів імені А.А.Жданова і імені В.І.Леніна, де в часи СРСР працювало 20 вчителів та навчалося 269 учнів. У селі була своя бібліотека з фондом 8 тисяч книг, фельдшерсько-акушерський пункт, крамниця, дитячий садок, церква ПЦУ.

## Назва
Свою назву колонія Шидлівка отримала від прізвища поміщика Івана Євдокимовича Шидлівського, який продав частину своїх земель німцям.

## Історія

### Заснування
Колонія Шидлівка заснована в 1890 році німецькими колоністами, поселення протестантів. Хоча в Погосподарській книзі Шилівської сільської ради є запис, що будинок, в якому мешкали родини Никифора Михайловича Соловйова і Федора Васильовича Тимошенка, був побудований у 1870 році. Завдяки поміщику Івану Євдокимовичу Шидлівському, який продав свої земельні ділянки колоністам,  поселення носило назву колонія Шидлівка до 1945 року. Шидлівське відділення приходу Людвігсталь Санкт-Петербургської євангельсько-лютеранської консісторії (1899 р.). Кількість прихожан у 1904-1906 роках становила 2121 чоловік. Приміщення кірхи збережене, в якому в радянські часи був гуртожиток, а потім приміщення віддали під майстерню Шилівській школі. Громада колонії володіла 1380 дес землі. В 1904 році в колонії мешкало 372 людини. В 1905 році в колонії побудували земську лікарню (медична амбулаторія, стаціонарні палати на 10 ліжок, аптека), яка пропрацювала до серпня 1964 року. В 1910 році був побудований цегельний завод, був свій вітровий млин, маслозавод, молочна ферма, тракторна бригада. Німцями була налагоджена робота по вирощуванню шовкопряда. Було своє поштове відділення, відділення споживчої кооперації, харчопром, будинок культури, сільська рада. 

### Визвольні змагання.
7 (20) листопада 1917 року, відповідно до Третього Універсалу Української Центральної Ради, увійшло до складу Української Народної Республіки.  
Радянська окупація колонії починається в лютому 1918 року. В перших числах квітня 1918 року розграбовані поміщики Криворізької волості покинули свої маєтки і сховалися в колонії Шидлівка. При допомозі німецьких і австрійських військ, місцеві поміщики під командуванням сина Роговського прийняли бій з партизанськими загонами С.Бакчинського. Добре озброєні гвинтівками і кулеметами німецькі та австрійські військові все ж недовго протрималися в колонії і були розбиті 20 січня 1919 року партизанами.

### УРСР.
Ще в 1925 році в колонії була громада лютеран, яка мала кірху, кількість парафіян з них: 85 чоловіків, 95 жінок.
В 1929 році на базі колонії радянська влада примусово  організувала сільгоспартіль— колгосп «Роте Фане» («Червоний прапор»). За спогадами старожилів, колонія до Другої світової війни було дуже гарна, чиста, упорядкована, забудована цегельними будинками під керамічною черепицею, тротуари викладені червоною цеглою, були квітники і зелені насадження.
В 1934 році в будинках репресованих німців колонії, радянська влада відкрила спеціальний дитячий будинок імені Р.Я.Малиновського. Вихованцями спецдитбудинку були дітлахи у віці 3-5 років. Дітей  до спецдитбудинку звозили з мертвих сіл України після чергового голоду 1932-1933 років та сиріт репресованих батьків.
В 1953 році радянська влада на базі спецдитбудинку відкрила будинок для людей похилого віку, який пропрацював до 1965 року. Померлих людей ховали в Шилівському лісі. З часом могили померлих з будинку інвалідів зникли з поля зору тому, що за ними ніхто не доглядав.
Перед початком Другої світової війни в колонії мешкали тільки 12 родин українців, решта німці. На початку війни всіх німців з колонії виселили до Казахстану і Сибіру. Всі могили німецьких поховань на цвинтарі колонії були знищені по вказівці урядовців радянської влади.
Колонія Шидлівка була окупована німецькими загарбниками з 19 жовтня 1941 року по 08 вересня 1943 року. В роки Другої світової війни на боці СРСР воювали 130 уродженців колонії, 56 з яких загинули.
На території колонії поховано 36 червоноармійців, які померли в евакошпиталі (ЕШ) і польовому пересувному шпиталі (ППШ), які знаходилися в приміщенні школи. В 1948 році похованим військовим було споруджено пам'ятник. У 1965 році встановлена меморіальна дошка на честь воїнів-визволителів і воїнів-односельчан, загиблих у боротьбі проти німецько-фашистських загарбників.

## Відомі люди
- М.А.Карманчиков— голова правління колгоспу імені А.А.Жданова (1951—1979 рр.), «Почесний працівник господарства», кавалер орденів Вітчизняної війни ІІ ступеня, Леніна, Жовтневої революції, Трудового Червоного Прапора.
- В.В.Дрюцький— голова правління колгоспу імені А.А.Жданова (1979—1990 рр.), кавалер орденів Вітчизняної війни ІІ ступеня, Трудового Червоного Прапора, Знак пошани.
- П.Н.Повалій— лікар-окуліст, професор, учень заслуженого діяча науки А.Г.Васютинського.
- А.Г.Григорьєв— бригадир комплексної бригади №5, кавалер орденів Вітчизняної війни ІІ ступеня, Трудового Червоного Прапора.
- О.А.Чернікова (Д'яченко)— фельдшер, завідувачка Шилівським ФАПом, нагороджена орденом Дружби народів.
- І.І.Вінс— меноніт, голова правління споживчого товариства «Шидлівське».

## Шилівська ЗОШ І—ІІІ ступенів.
Школа заснована земством у 1903 році. На початку 20-х років ХХ сторіччя реорганізована в початкову, а в 1937 році - в семирічну школу. До початку Другої світової війни при школі було приміщення, в якому знаходився інтернат. У вересні 1943 року школа відновила свою роботу. В 1947 році школа набула статусу середньої. В 1974 році силами колгоспів імені А.А.Жданова та імені В.І.Леніна збудоване нове типове приміщення школи. В 2023 році школа по рішенню Криворізької сільської ради була закрита, учні стали ходити до шкіл села Гришине Покровського району Донецької області та Слов"янка Синельниківського району Дніпропетровської області

## Жертви сталінських репресій.
Репресовані колонії Шидлівка:
- Гільць Ернст Карлович, 1900 року народження, село Розенталь Молочанського району Дніпропетровської області, німець, освіта нижча, безпартійний. Проживав в селі Шидлове Добропільського (Покровського) району Донецької області. Рахівник сільського споживчого товариства. Заарештований 21 квітня 1938 року. Засуджений трійкою УНКВС по Донецькій області до розстрілу. Даних  про приведення вироку до виконання немає. Реабілітований у 1990 році.
- Зам Ренгольд Генріхович, 1920 року народження, село Тихонівка  Іртиського району, Московія, німець, освіта 6 класів, безпартійний. Проживав в селі Шидлове Добропільського (Покровського) району Донецької області. Колгоспник колгоспу “Роте Фане”. Заарештований 19 червня  1938 року. Даних про вирок немає. Реабілітований у 1955  році.
- Карманчиков Михайло Артемович, 1917 року народження, село Юр'ївка Мілерівського району Північно-Кавказького краю (Ростовська область) Московія, українець, освіта початкова, безпартійний. Проживав в селі Шидлове Добропільського (Покровського) району Сталінської (Донецької) області. Бухгалтер дитячого будинку. Заарештований 19 червня 1938 року. Даних про вирок немає. Реабілітований у 1938 році.
- Нікель Сасілій Фрідріхович, 1914 року народження, місто Красноармійськ (Покровськ) Донецької області, німець, освіта неповна середня, безпартійний. Проживав в селі Шидлове Добропільського (Покровського) району Донецької області. Вчитель школи. Заарештований 30 січня 1938 року. Засуджений трійкою УНКВС по Донецькій області до розстрілу. Даних про виконання вироку немає. Реабілітований у 1989 році.................

## Підприємства
- ПАТ імені Т. Г. Шевченка